# Argenteuil
Argenteuil är en kommun i departementet Val-d'Oise i regionen Île-de-France i norra Frankrike. Kommunen är chef-lieu över 3 kantoner som tillhör arrondissementet Argenteuil. År 2022 hade Argenteuil 107 135 invånare.
Claude Monet bodde här 1871-1878.

## Befolkningsutveckling
Antalet invånare i kommunen Argenteuil
| Referens: INSEE |

## Kända målningar från Argenteiul

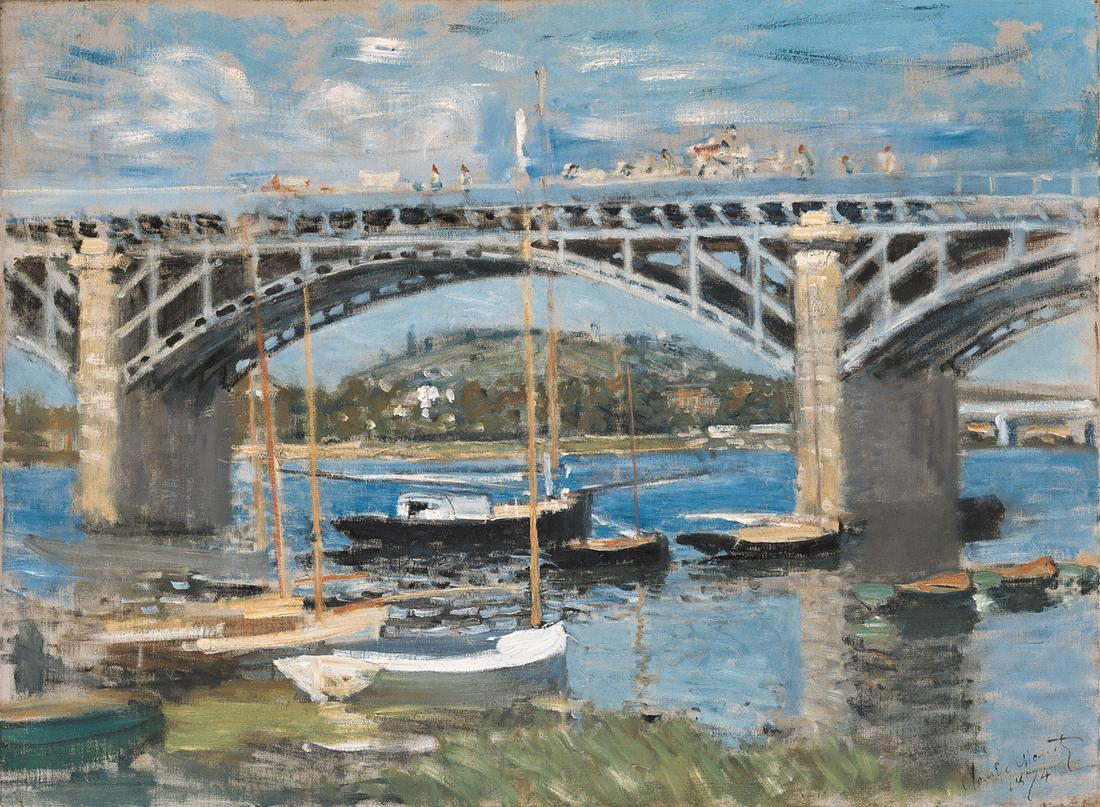
Seine vid Argenteuil av Claude Monet (1874).
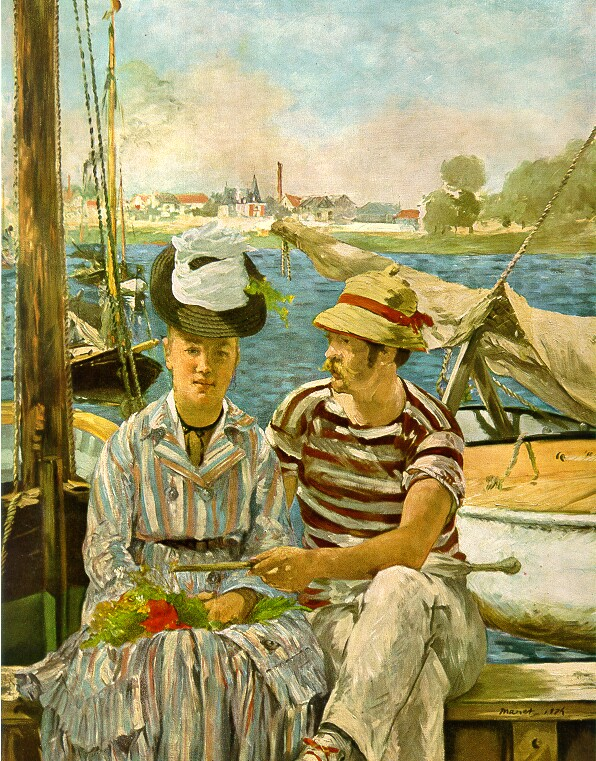
Argenteuil av Édouard Manet (1875).
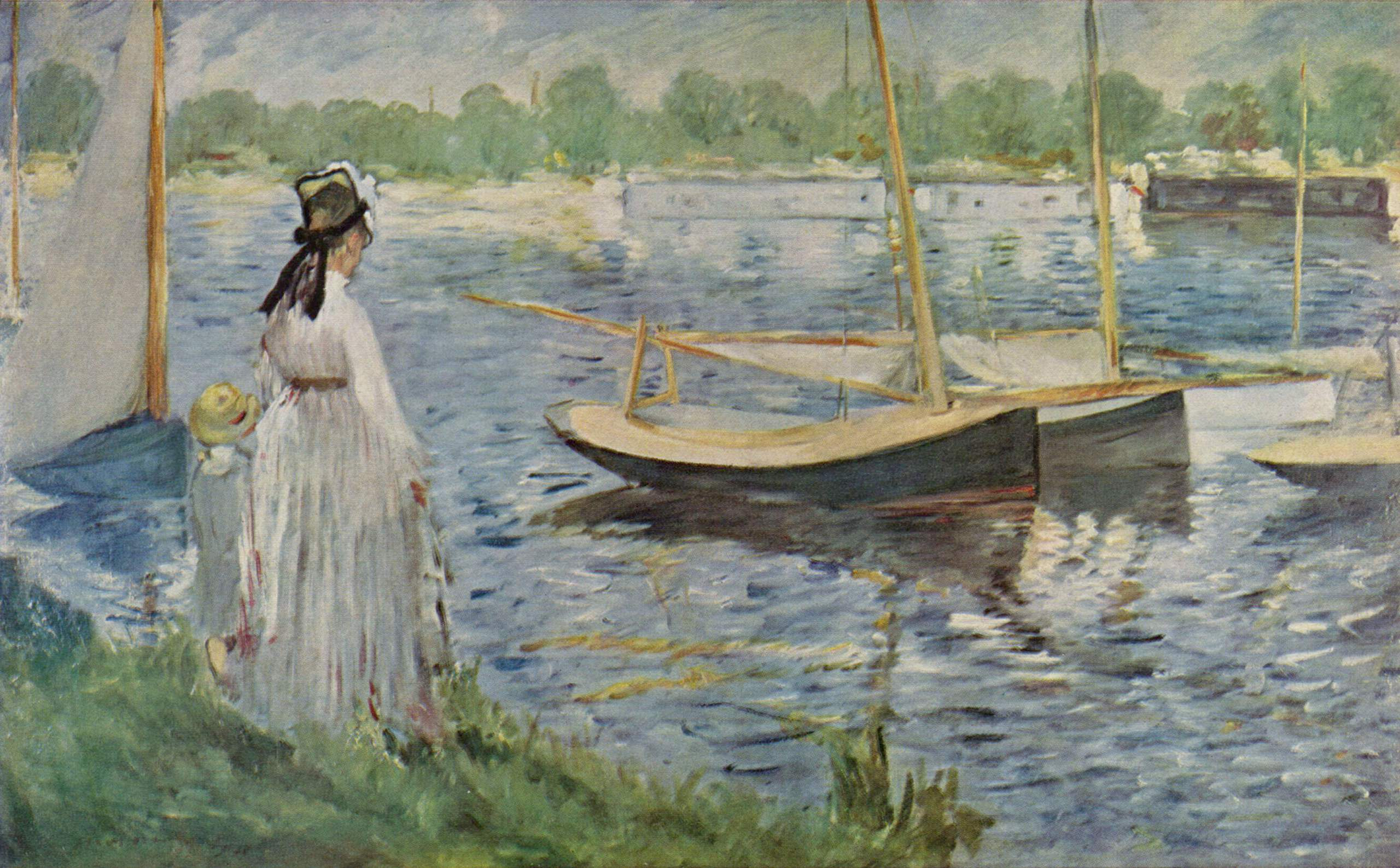
La Seine à Argenteuil av Édouard Manet (1874).
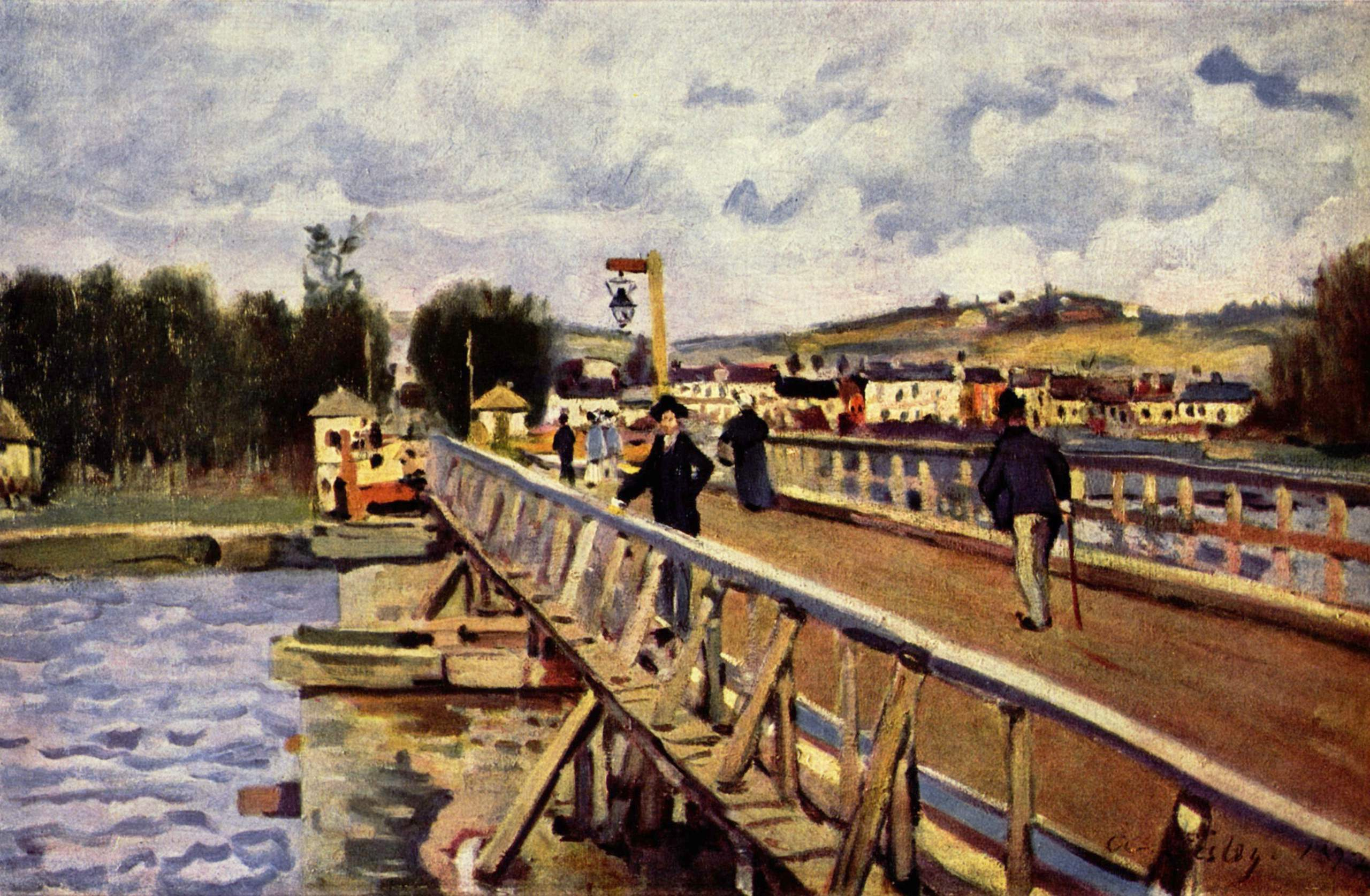
Passerelle d'Argenteuil av Alfred Sisley (1872).
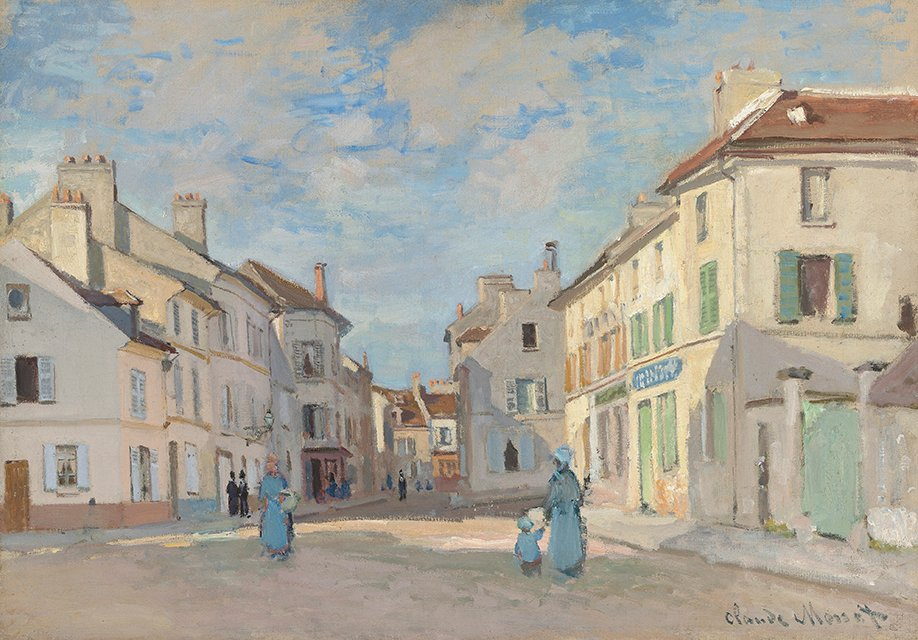
L'Ancienne rue de la Chaussée, Argenteuil av Claude Monet.